# Waidhofen an der Ybbs

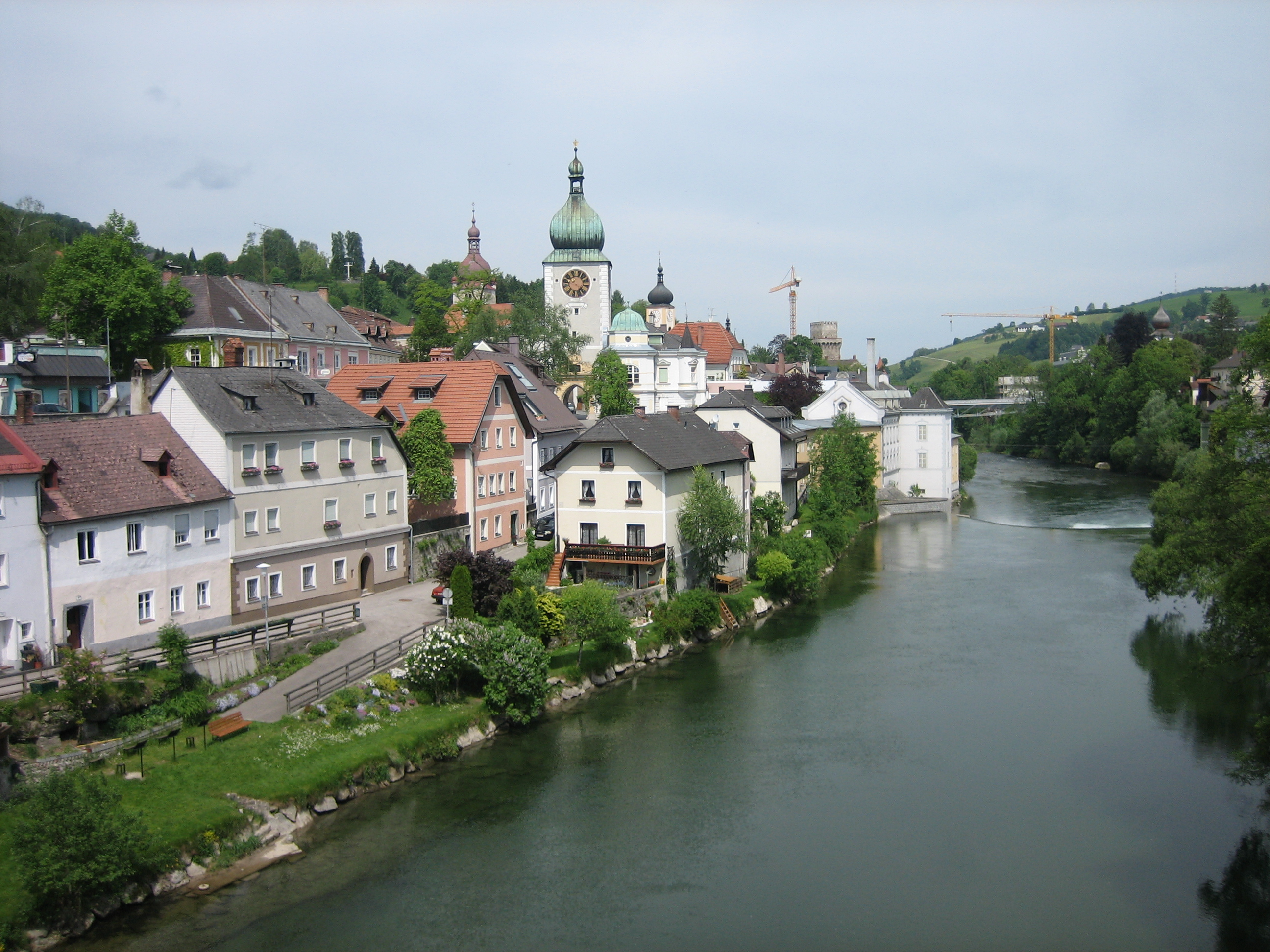
Centro de la ciudad en la margen izquierda del río Ybbs

Waidhofen an der Ybbs es una ciudad estatutaria o Statutarstadt del estado de Baja Austria (Austria). Tiene una población estimada, a principios de 2021, de 11,134 habitantes.
Aparece mencionada por primera vez en 1186 y ha sido el centro económico del valle Ybbstal desde el siglo XIV.

## Imágenes de la ciudad

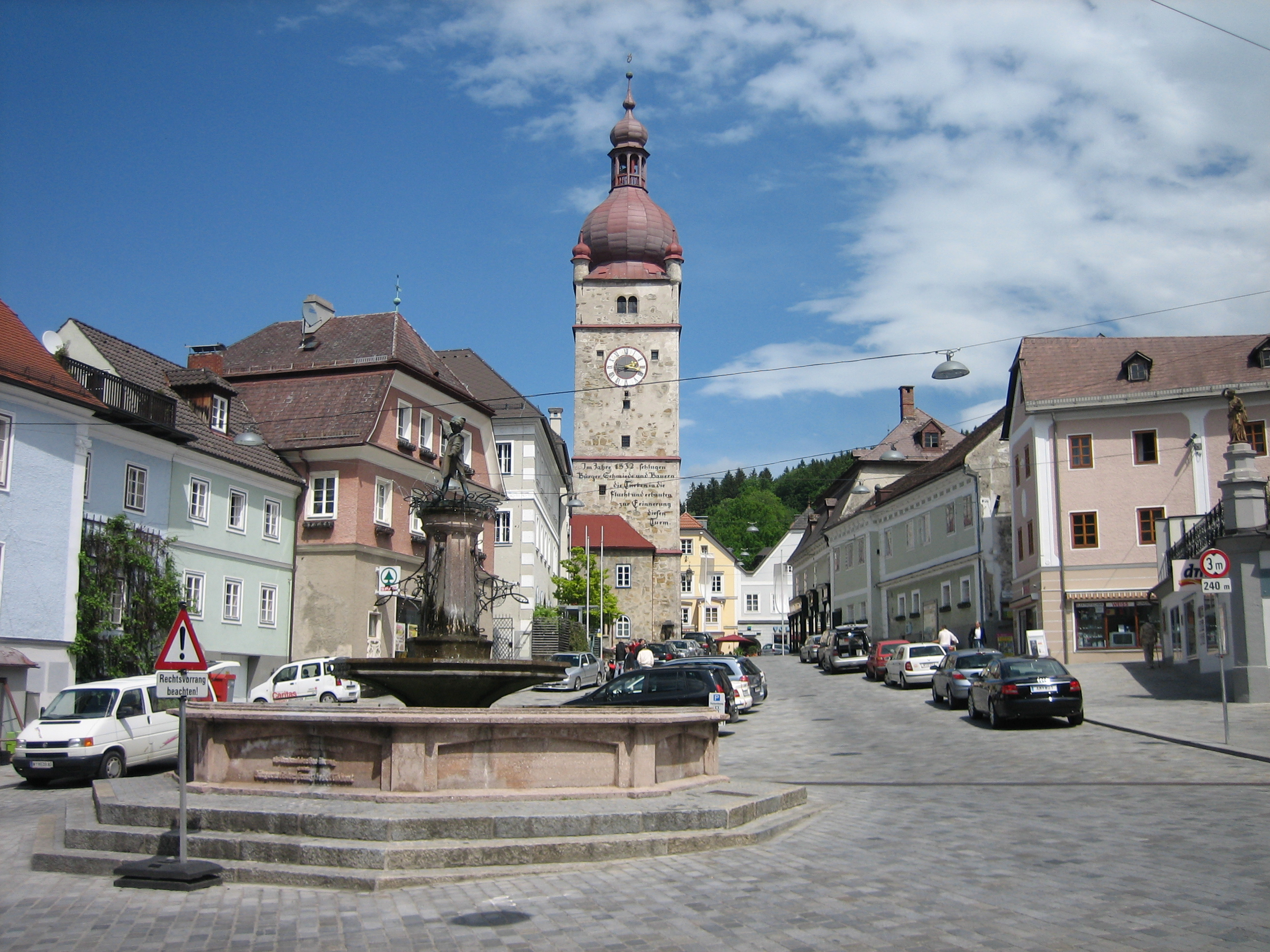
Freisingerberg con vistas a la torre de la ciudad. En primer plano, la fuente de la ciudad

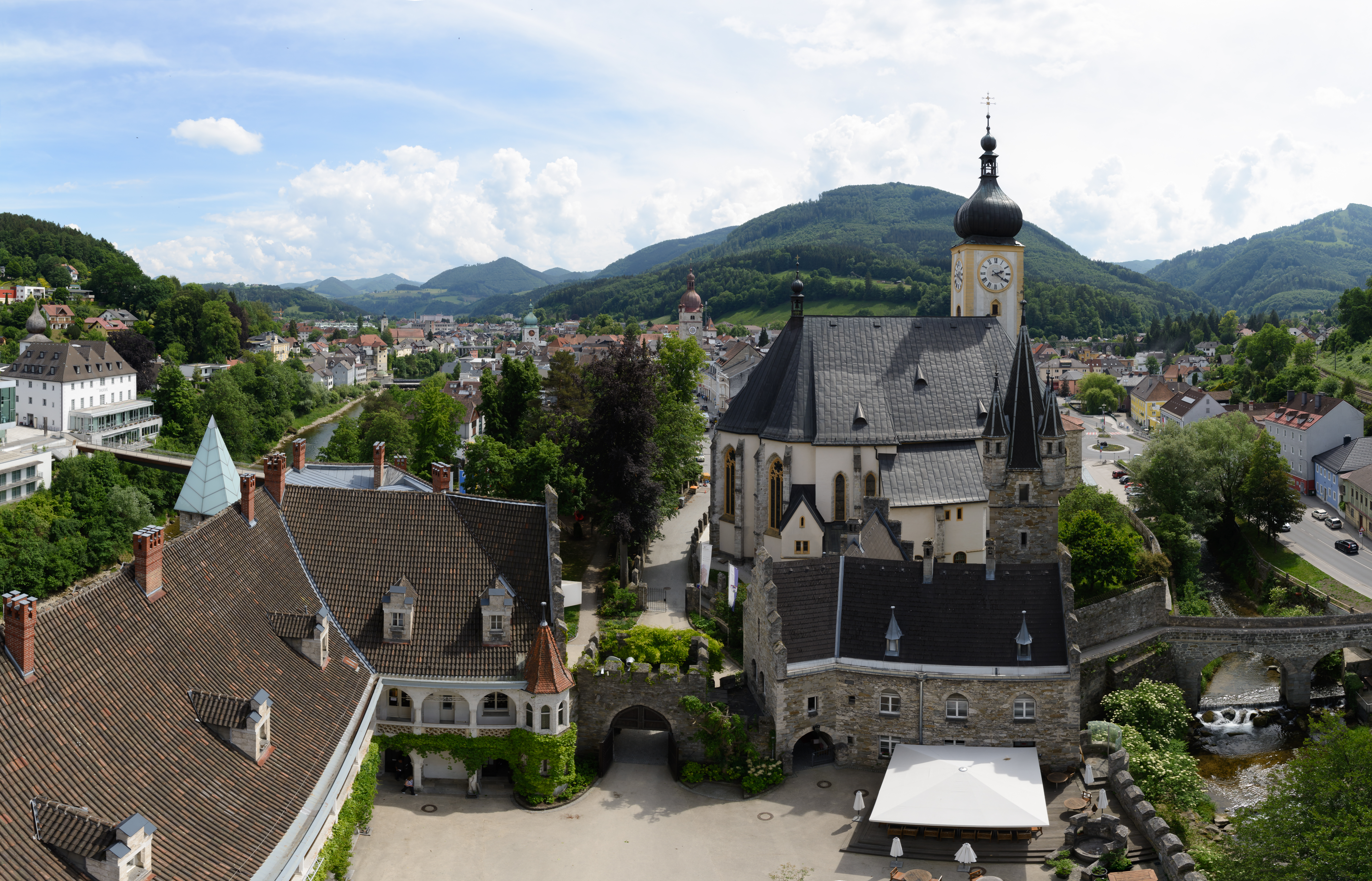
Waidhofen an der Ybbs

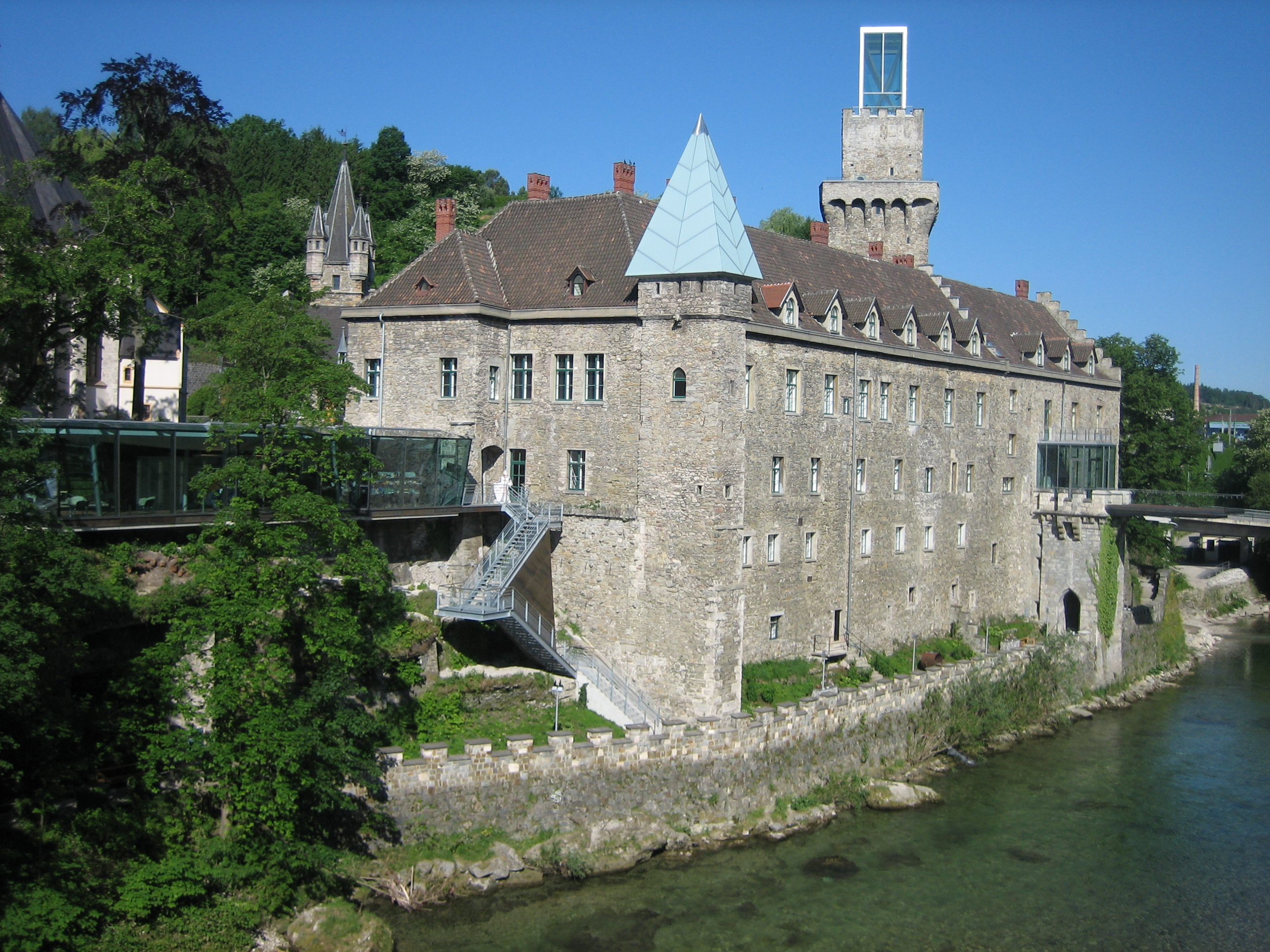
Castillo Rothschild

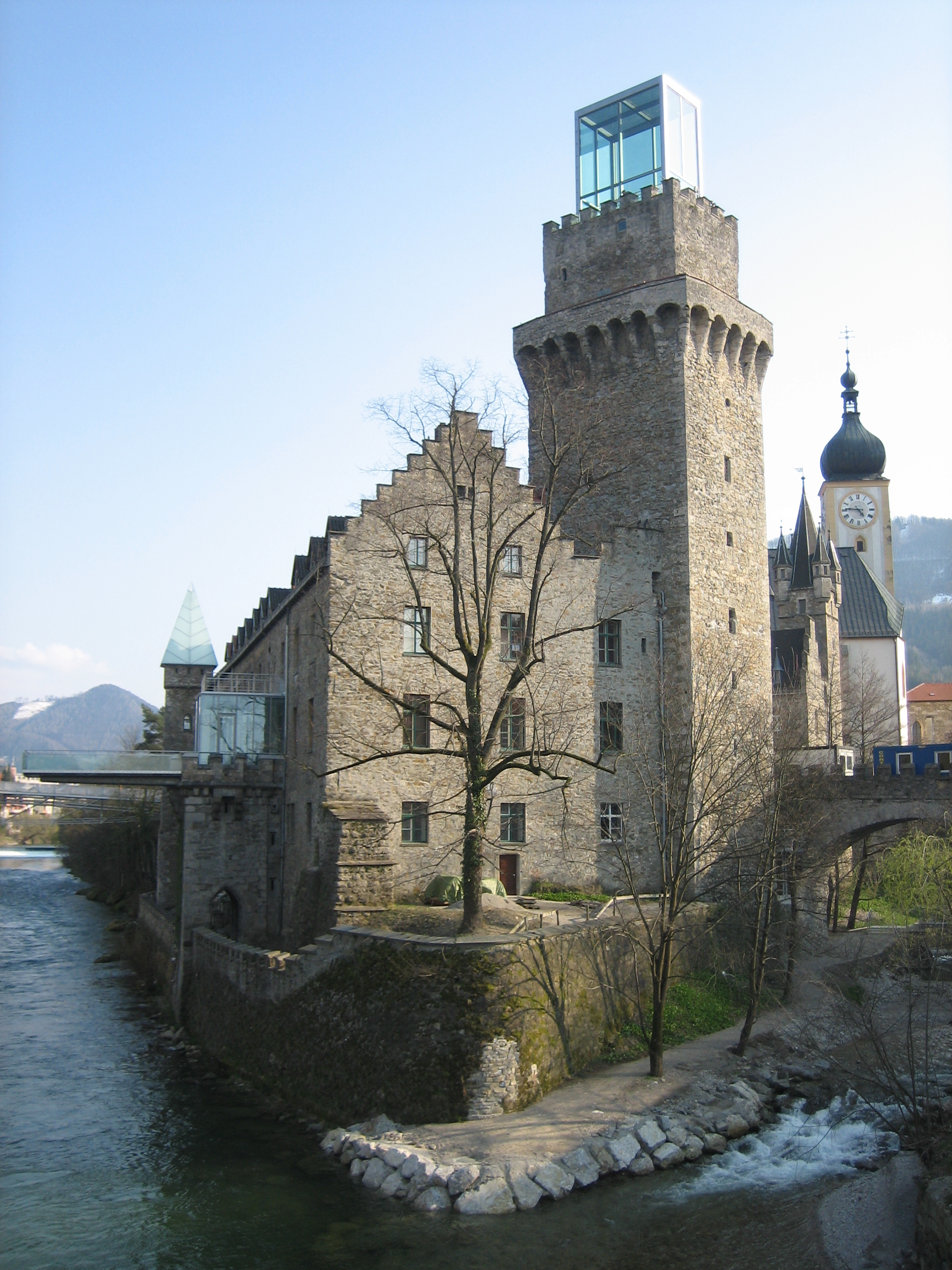
Vista del Castillo Rothschild desde el noroeste

## Ciudades hermanadas
- Tuttlingen, Alemania
- Bischofszell, Suiza